# Saint-Jean (Burkina Faso)
Pour les articles homonymes, voir Saint-Jean.
Saint-Jean est une localité située dans le département de Nouna de la province du Kossi dans la région de la Boucle du Mouhoun au Burkina Faso.

## Santé et éducation
Les centres de soins les plus proches de Saint-Jean sont le centre de santé et de promotion sociale (CSPS) et le centre médical avec antenne chirurgicale (CMA) de Nouna.
Le village possède une école primaire publique.